# Rhyacophila rickeri
Rhyacophila rickeri är en nattsländeart som beskrevs av Ross 1956. Rhyacophila rickeri ingår i släktet Rhyacophila och familjen rovnattsländor. Inga underarter finns listade i Catalogue of Life.